# LNS Tscherkassy
Der FC LNS Tscherkassy (ukrainisch Футбольний клуб «ЛНЗ» Черкаси) ist ein ukrainischer Fußballverein aus der Stadt Tscherkassy.

## Geschichte
Der Verein wurde im Jahre 2006 als FC Shpola-LNZ-Lebedyn Schpola gegründet und war bis 2016 ausschließlich im heimischen Amateurbereich aktiv. In dieser Zeit zog der Klub, der im Bezitz der LNZ Agroholding Group steht, aus der Gründungsstadt Schpola nach Lebedyn um. Zur Saison 2021/22 folgte dann als FC LNZ-Lebedyn Lebedyn der Aufstieg in die Dritte Liga, ein erneuter Umzug in die Metropole Tscherkassy sowie eine weitere Umbenennung in den heutigen Namen. Am Ende der Spielzeit stand der direkte Aufstieg in die zweitklassige Perscha Liha fest. Auch dort spielte man nur zwei Jahre und im Sommer 2023 folgte der erstmalige Aufstieg in die Premjer-Liha.

## Bisherige Vereinsnamen
- 2006–2013: FC Shpola-LNZ-Lebedyn Schpola
- 2013–2021: FC LNZ-Lebedyn Lebedyn
- seit 2021: FC LNS Tscherkassy

## Bekannte Spieler
- Olivier Thill (2024–)